# Narodno vijeće Slovenaca, Hrvata i Srba
Narodno vijeće Slovenaca, Hrvata i Srba, (najčešće samo Narodno vijeće SHS) bilo je političko tijelo Slovenaca, Hrvata i Srba u Austro-Ugarskoj. Osnovano je 5. listopada 1918. u Zagrebu. Bilo je sastavljeno od oporbenih političara iz Banske Hrvatske i prethodno ustrojenih narodnih organizacija za područje Dalmacije, Istre i Hrvatskog primorja, te Narodnoga sveta za Sloveniju. Poslije se Vijeću priključila i vladajuća Hrvatsko-srpska koalicija. Vijeće je, podržavajući ustroj neovisne države Južnih Slavena, odbacilo manifest cara Karla koji je nudio mogućnost preustroja monarhije u saveznu državu. Dne 19. listopada 1918. Vijeće je preuzelo cjelokupnu vlast proglasivši se jedinim čimbenikom koji može voditi državnopravnu politiku, a nakon raskida svih odnosa s Austro-Ugarskom, 29. listopada 1918. Hrvatski sabor prenio je svu vlast na Vijeće, koje je vodilo Državu Slovenaca, Hrvata i Srba.
Ali je isto tako zaključeno da se naredna sjednica održi u vrijeme kad to potrebe uzištu. Hrvatski sabor nije prestao opstojati nego je i dalje ostao predstavnikom i nosiocem hrvatske državnosti. Delegacija Narodnog vijeća SHS otišla je u Beograd bez ovlaštenja cjelokupnoga Narodnog vijeća i bez odobrenja Hrvatskog sabora; postupila je samovoljno ne držeći se uvjeta koje je Središnji odbor Narodnog vijeća bio utvrdio. Ujedinjenje je bilo izvršeno protiv duha samoodređivanja naroda jer je hrvatski narod tada u ogromnoj većini bio za daljnji opstanak Hrvatske i protivan unitarnoj centralističkoj državi kakva je stvorena 1. prosinca 1918. godine. To ujedinjenje nije nikad odobrio Hrvatski sabor niti ga je prihvatio hrvatski narod. Srpska narodna skupština odobrila je taj čin ujedinjenja 29. prosinca 1920. godine. Tvorci ujedinjenja nisu se usuđivali sazvati Hrvatski sabor da to odobri iako je taj postojao i bio raspušten tek 28. studenoga 1920. godine. Navedeni čin ujedinjenja bio je neovlašten, samovoljan i prijevaran pa je prema tome nezakonit.

## Djelovanje
Poticaj za njegovo stvaranje dale su četiri stranke iz Banske Hrvatske (Starčevićeva stranka prava, Hrvatska pučka seljačka stranka, Srpska narodna radikalna stranka i Socijaldemokratska stranka), koje su 24. rujna 1918., nakon dvadeset dana pregovora, objavile ujedinjenje s Narodnom organizacijom Srba, Hrvata i Slovenaca u Dalmaciji (osnovana u Splitu 2. srpnja 1918.), Narodnom organizacijom Srba, Hrvata i Slovenaca za Hrvatsko primorje i Istru (osnovana u Sušaku 14. srpnja 1918.) i sa slovenskim Narodnim svetom (osnovana u Ljubljani 16. kolvoza 1918). Dana 5. listopada 1918. predstavnici tih političkih organizacija sastali su se u Zagrebu i utemeljili Narodno vijeće, te pritom sastavili Pravilnik.
U njemu se ističe da je Vijeće političko tijelo koje predstavlja sve Slovence, Hrvate i Srbe s prostora Ugarske i Austrije, a cilj je njegova rada ujedinjenje svih Slovenaca, Hrvata i Srba u nezavisnu državu uređenu u skladu s demokratskim načelima. Dana 8. listopada 1918. u Vijeće se uključila i najjača stranka u Hrvatskom saboru, vladajuća Hrvatsko-srpska koalicija. Plenum Vijeća imao je 80 članova: 28 iz Banske Hrvatske i Rijeke, 7 iz Dalmacije, 3 iz Istre, 14 iz slovenskih zemalja, 18 iz BiH, te 10 iz Baranje, Bačke i Banata. Uži sastav Narodnoga vijeća SHS-a činio je Središnji odbor, koji se sastojao od 30 članova. Predsjedništvo Središnjeg odbora Vijeća, koje je bilo i Predsjedništvo Narodnoga vijeća SHS-a, činili su: predsjednik Anton Korošec, potpredsjednici Svetozar Pribićević i Ante Pavelić, te tajnici Mate Drinković, Srđan Budisavljević i Ivan Lorković.
Upoznat sa stanjem u Češkoj i Slovačkoj te među Južnim Slavenima, car i kralj Karlo I. (IV.) objavio je 16. listopada 1918. Manifest, u kojem je obećao uređenje Austro-Ugarske Monarhije po načelu federalizma. No 19. listopada 1918. Središnji odbor Narodnoga vijeća SHS-a objavio je Deklaraciju, kojom je odbacio Manifest Karla I. (IV.). U Deklaraciji je izražen zahtjev za osnivanjem potpuno samostalne i nezavisne južnoslavenske države: Narodno vijeće SHS preuzima u svoje ruke vođenje narodne politike i zahtijeva ujedinjenje cjelokupnog našeg naroda Slovenaca, Hrvata i Srba na čitavom njegovom etnografskom teritoriju, bez obzira na ma koje pokrajinske i državne granice, u kojima danas živi - u jednu jedinstvenu potpuno suverenu državu uređenu na načelima političke, ekonomske demokracije, što u sebi sadržava dokidanje svih socijalnih i ekonomskih nepravdi i nejednakosti. Time je Narodno vijeće SHS-a potpuno preuzelo cjelokupnu vlast, proglasivši se jedinim čimbenikom koji može voditi državnopravnu politiku. U skladu s tim, 21. listopada 1918. Središnji odbor Narodnoga vijeća SHS-a donio je odluku o osnivanju sekcija koje su se trebale brinuti za cjelokupan društveni, politički i gospodarski život. Pročelnik sekcije za narodnu obranu bio je Mate Drinković, agrarne sekcije Stjepan Radić, financijsko-političke sekcije Ivan Lorković, a sekcije za financiranje Narodnoga vijeća Grga Budislav Angjelinović.
Dana 25. listopada 1918. dvadeset zastupnika Hrvatskoga sabora, na poticaj Središnjega odbora Vijeća, podnijelo je u Saboru zahtjev da se konačno riješi pitanje raskida državnih odnosa s Austro-Ugarskom Monarhijom i osamostaljenja Južnih Slavena u smislu spomenute Deklaracije. Dana 29. listopada 1918. Sabor je prihvatio podneseni prijedlog i donio odluku o raskidu državnopravnih odnosa i veza Kraljevine Hrvatske, Slavonije i Dalmacije s Monarhijom. Na sjednici održanoj 24. studenog 1918. Središnji odbor Narodnoga vijeća SHS-a donio je odluku o ujedinjenju Države SHS s Kraljevinama Srbijom i Crnom Gorom, a 27. studenog Središnji odbor Vijeća poslao je u Beograd izaslanike, među kojima se za ujedinjenje najviše zauzimao Svetozar Pribićević. Konačno, 30. studenog poseban odbor sastavljen od trojice članova Narodnoga vijeća SHS-a i trojice predstavnika srbijanske vlade, ugovorio je način ujedinjenja, koje je 1. prosinca 1918. proglasio regent Aleksandar I. Karađorđević.

## Članovi
Narodno vijeće imalo je 28 članova iz Hrvatske, Slavonije i Rijeke, 18 iz Bosne i Hercegovine, 14 iz Slovenije, 10 iz Bačke, Banata i Baranje, 7 iz Dalmacije i 3 iz Istre.

### Popis članova
1. Ivan Paleček
2. Živko Bertić
3. Eduard Lukinić
4. Većeslav Wilder
5. Bogdan Medaković
6. Dušan Popović
7. Svetozar Pribićević
8. Milutin Mažuranić
9. Ivan Ribar
10. Dušan Peleš
11. Makso Rošić
12. Stevan Simeonović-Čokić
13. Ante Pavelić
14. Živko Petričić
15. Cezar Akačić
16. Nikola Winterhalter
17. Svetozar Rittig
18. Budislav Grga Angjelinović
19. Stjepan Radić
20. Dragutin Kovačević
21. Žarko Miladinović
22. Milan Nedeljković
23. Vitomir Korač
24. Vilim Bukšek
25. Srđan Budisavljević
26. Janko Šimrak
27. Ivan Lorković
28. Mate Drinković
29. Gajo Bulat
30. Ivo Krstelj
31. Prvislav Grisogono
32. don Stanko Banić
33. Uroš Desnica
34. Milan Marušić
35. Đuro Červar
36. Josip Grašić
37. Šime Kurelić
38. Ivan Nepomuk Novak
39. Jozo Sunarić
40. Kosta Kujundžić
41. Gligorije Jeftanović
42. Vojislav Šola
43. fra Ljubomir Galić
44. Stjepan Grđić
45. Luka Čabrajić
46. Sava Ljubibratić
47. Vjekoslav Jelavić
48. Milan Jojkić
49. Tugomir Alaupović
50. Vlado Čorović
51. fra Didak Buntić
52. Hamid Svrzo
53. Maksim Đurković
54. Mehmed Spaho
55. Dušan Kecmanović
56. Vojislav Besarović
57. Pero Stokanović
58. Danilo Dimović
59. Halil beg Hrasnica
60. Simo Eraković
61. Đuro Džamonja
62. Anton Korošec
63. Lovro Pogačnik
64. Ivan Benković
65. Bogumil Remec
66. Izidor Cankar
67. Josip Jerić
68. Fran Smodej
69. Antun Kobal
70. Vjekoslav Kukovec
71. Ivan Hribar
72. Vladimir Ravnikar
73. Albert Kramer
74. Ivan Čok
75. Josip Wilfan
76. Fran Barac
77. Božo Vukotić
78. Matko Laginja
79. Josip Smodlaka

## Vlada
Vlada Narodnog vijeća SHS imala je svoj grb (grb Hrvatske, Slavonije i Dalmacije bez krune),
program i osoblje. Na čelu vlade nalazio se ban Antun pl. Mihalovich. Odjeli Narodne vlade Narodnog vijeća djelovali su kao prava ministarstva. Počelo je tako što je Hrvatski sabor imenovao Vladu nakon što je 29. listopada 1918. proglasio Državu SHS, pa je imenovao vladu od 11 odjela, a banu Antunu pl. Mihaloviću produžio mandat te ga tako postavio za predsjednika vlade. Ban je 31. listopada odredio da se u novoj državi koristi kao službeni grb sjedinjeni grb Hrvatske, Slavonije i Dalmacije bez krune. O tome su potom izvijestili sve odjele Zemaljske vlade, sve zemaljske urede, sve velike župane, vladinog povjerenika u Vukovaru, županijske oblasti, gradska poglavarstva, trgovačke komore i Sabor. Od tih 11 odjela, samo su 3 bila neprekidno djelovala od 1868. godine. 1914. stvoren je odjel za narodno gospodarstvo, kojem je djelokrug proširivan pa su se iz njega razvili potkraj 1918. i neki drugi odjeli. Prije proglašenja Države SHS istaknuto je da "...napose rad na gospodarskom polju mora da bude uistinu hrvatski".

## Za daljnje čitanje
- Bogdan Krizman - Osnivanje Narodnog vijeća Slovenaca, Hrvata i Srba u Zagrebu 1918.  Arhivirana inačica izvorne stranice od 21. veljače 2019. (Wayback Machine)
- Zlatko Matijević - Narodno vijeće Slovenaca, Hrvata i Srba u Zagrebu: Osnutak, djelovanje i nestanak (1918/1919)
- Marina Štambuk-Škalić i Zlatko Matijević - Narodno vijeće Slovenaca, Hrvata i Srba u Zagrebu 1918-1919. Izabrani dokumenti.